# Фанни (тауншип, Миннесота)
Фанни (англ. Fanny) — тауншип в округе Полк, Миннесота, США. На 2000 год его население составило 105 человек.

## География
По данным Бюро переписи населения США площадь тауншипа составляет 92,6 км², из которых 92,6 км² занимает суша, водоёмов нет.

## Демография
По данным переписи населения 2000 года здесь находились 105 человек, 32 домохозяйства и 28 семей. Плотность населения —  1,1 чел./км². На территории тауншипа расположено 35 построек со средней плотностью 0,4 построек на один квадратный километр. Расовый состав населения: 100,00 % белых.
Из 32 домохозяйств в 56,3 % воспитывались дети до 18 лет, в 71,9 % проживали супружеские пары, в 9,4 % проживали незамужние женщины и в 9,4 % домохозяйств проживали несемейные люди. 9,4 % домохозяйств состояли из одного человека, при том 6,3 % из — одиноких пожилых людей старше 65 лет. Средний размер домохозяйства — 3,28, а семьи — 3,45 человека.
36,2 % населения — младше 18 лет, 6,7 % — в возрасте от 18 до 24 лет, 25,7 % — от 25 до 44, 23,8 % — от 45 до 64, и 7,6 % — старше 65 лет. Средний возраст — 34 года. На каждые 100 женщин приходилось 105,9 мужчин. На каждые 100 женщин старше 18 приходилось 103,0 мужчин.
Средний годовой доход домохозяйства составлял 59 063 доллара, а средний годовой доход семьи —  58 438 долларов. Средний доход мужчин —  40 000  долларов, в то время как у женщин — 30 833. Доход на душу населения составил 27 809 долларов. За чертой бедности не находились ни одна семья и ни один человек.